# The Stress
 The Stress  (ザ・ストレス) est une chanson sortie en single en 1989 par Chisato Moritaka, puis en 2006 reprise par Natsumi Abe.

## Single de Chisato Moritaka
Singles de Chisato Moritaka
Alone
(1988) 17 Sai
(1989)
The Stress -Stress "Chukinto Version"- (ザ・ストレス -ストレス「中近東バージョン」-) est le sixième single de Chisato Moritaka, sorti le 25 février 1989 au Japon sous le label Warner Music Japan. Il atteint la 19e place du classement de l'Oricon, et reste classé pendant huit semaines, se vendant à environ 40 000 exemplaires.
La chanson-titre est une version remixée de la chanson The Stress parue fin 1988 sur son album Mitte. La version du single a été utilisée comme thème musical pour une publicité pour un téléphone de la marque Pioneer ; cette version restera inédite en album pendant dix ans, jusqu'à la sortie de la compilation The Best Selection of First Moritaka en 1999. La chanson originale sera reprise en 2006 par Natsumi Abe, dont la version sortira à son tour en single.
Liste des titres
1. The Stress -Stress "Chukinto Version"- (ザ・ストレス -「中近東バージョン」-?)
2. Yurusenai  (ユルセナイ?)

## Single de Natsumi Abe
Singles de Natsumi Abe
Sweet Holic
(2006) Amasugita Kajitsu
(2006)
 The Stress  (ザ・ストレス) est le septième single de Natsumi Abe, sorti le 28 juin 2006 au Japon sous le label hachama. Il atteint la 14e place du classement de l'Oricon, et reste classé pendant trois semaines, se vendant à 14 015 exemplaires durant cette période. Il sort aussi au format "Single V" (DVD) contenant le clip vidéo un mois plus tard, le 26 juillet 2006.
La chanson-titre est une reprise de la chanson homonyme de Chisato Moritaka déjà sortie en single en 1989. La version de Abe a été utilisée comme thème musical pour une publicité pour une boisson de la marque Georgia ; elle figurera d'abord sur la compilation de fin d'année du Hello! Project Petit Best 7, puis sur la compilation des singles de la chanteuse, Abe Natsumi ~Best Selection~ de 2008. Quatre autres versions alternatives figurent aussi sur le single. Son clip vidéo figurera aussi sur la version DVD du Petit Best 7 et sur le DVD du Best Selection.
Titres du CD
1. The Stress  (ザ・ストレス?)
2. The Stress (IKiki Version) (... 危機Version?)
3. The Stress (Shakabone Hide Remix) (... shakabone HIDE Remix?)
4. The Stress (A Capella Version) (... アカペラVersion?)
5. The Stress (Original Karaoke) (... オリジナルカラオケ?)

Titres du Single V
1. The Stress  (ザ・ストレス?) (clip vidéo)
2. The Stress (Dance Shot Version) (ザ・ストレス...?) (clip vidéo)
3. Making Eizo  (メイキング映像?) (making of)